# Bonairiaans voetbalelftal (mannen)
Het Bonairiaans voetbalelftal is een team van voetballers dat Bonaire vertegenwoordigt. Bonaire is niet aangesloten bij de FIFA en kan daarom niet deelnemen aan het wereldkampioenschap. Bonaire doet jaarlijks mee aan het ABCS-toernooi, dat het in 2011 verrassend won.

## Hervormingen Nederlandse Antillen
Na de staatkundige hervormingen binnen het Koninkrijk der Nederlanden van 10 oktober 2010 en na afronding van het kwalificatietoernooi van de Caribbean Cup 2010 ging het Nederlands-Antilliaans voetbalelftal over in het Curaçaos voetbalelftal. Bonaire werd een paar jaar later voorlopig lid van de Caraïbische Voetbalunie CFU en op 19 april 2012 geassocieerd lid van de CONCACAF, en kan daarom in de toekomst inschrijven voor de Caribbean Cup.

## Deelname internationale toernooien

### Gold Cup
| CONCACAF Gold Cup overzicht | CONCACAF Gold Cup overzicht | CONCACAF Gold Cup overzicht | CONCACAF Gold Cup overzicht | CONCACAF Gold Cup overzicht | CONCACAF Gold Cup overzicht | CONCACAF Gold Cup overzicht | CONCACAF Gold Cup overzicht | CONCACAF Gold Cup overzicht |
| Jaar                        | Ronde                       | Wed.                        | W                           | G                           | V                           | DV                          | DT                          | Kwal                        |
| --------------------------- | --------------------------- | --------------------------- | --------------------------- | --------------------------- | --------------------------- | --------------------------- | --------------------------- | --------------------------- |
| 2015                        | Niet gekwalificeerd         | Niet gekwalificeerd         | Niet gekwalificeerd         | Niet gekwalificeerd         | Niet gekwalificeerd         | Niet gekwalificeerd         | Niet gekwalificeerd         | Niet gekwalificeerd         |
| 2017                        | Geen deelname               | Geen deelname               | Geen deelname               | Geen deelname               | Geen deelname               | Geen deelname               | Geen deelname               | Geen deelname               |
| 2019                        | Niet gekwalificeerd         | Niet gekwalificeerd         | Niet gekwalificeerd         | Niet gekwalificeerd         | Niet gekwalificeerd         | Niet gekwalificeerd         | Niet gekwalificeerd         | Niet gekwalificeerd         |
| 2021                        | Niet gekwalificeerd         | Niet gekwalificeerd         | Niet gekwalificeerd         | Niet gekwalificeerd         | Niet gekwalificeerd         | Niet gekwalificeerd         | Niet gekwalificeerd         | Niet gekwalificeerd         |
| 2023                        | Niet gekwalificeerd         | Niet gekwalificeerd         | Niet gekwalificeerd         | Niet gekwalificeerd         | Niet gekwalificeerd         | Niet gekwalificeerd         | Niet gekwalificeerd         | Niet gekwalificeerd         |
| 2025                        | Niet gekwalificeerd         | Niet gekwalificeerd         | Niet gekwalificeerd         | Niet gekwalificeerd         | Niet gekwalificeerd         | Niet gekwalificeerd         | Niet gekwalificeerd         | Niet gekwalificeerd         |

### CONCACAF Nations League
| 2019–20 | C | 4 | 2 | 1 | 1 | 10 | 8  | C |
| 2022–23 | C | 6 | 3 | 1 | 2 | 12 | 11 | C |
| 2023–24 | C | 4 | 2 | 0 | 2 | 6  | 6  | B |
| 2024–25 | B | 6 | 1 | 1 | 4 | 4  | 8  | B |

### Caribbean Cup
| Caribbean Cup overzicht | Caribbean Cup overzicht | Caribbean Cup overzicht | Caribbean Cup overzicht | Caribbean Cup overzicht | Caribbean Cup overzicht | Caribbean Cup overzicht | Caribbean Cup overzicht | Caribbean Cup overzicht |
| Jaar                    | Ronde                   | Wed.                    | W                       | G                       | V                       | DV                      | DT                      |                         |
| ----------------------- | ----------------------- | ----------------------- | ----------------------- | ----------------------- | ----------------------- | ----------------------- | ----------------------- | ----------------------- |
| 2014                    | Niet gekwalificeerd     | Niet gekwalificeerd     | Niet gekwalificeerd     | Niet gekwalificeerd     | Niet gekwalificeerd     | Niet gekwalificeerd     | Niet gekwalificeerd     |                         |
| 2017                    | Geen deelname           | Geen deelname           | Geen deelname           | Geen deelname           | Geen deelname           | Geen deelname           | Geen deelname           |                         |

### ABCS-toernooi
| ABCS-toernooi overzicht | ABCS-toernooi overzicht | ABCS-toernooi overzicht | ABCS-toernooi overzicht | ABCS-toernooi overzicht | ABCS-toernooi overzicht | ABCS-toernooi overzicht | ABCS-toernooi overzicht | ABCS-toernooi overzicht |
| Jaar                    | Ronde                   | Wed.                    | W                       | G                       | V                       | DV                      | DT                      |                         |
| ----------------------- | ----------------------- | ----------------------- | ----------------------- | ----------------------- | ----------------------- | ----------------------- | ----------------------- | ----------------------- |
| 2010                    | Vierde                  | 2                       | 0                       | 1                       | 1                       | 5                       | 7                       |                         |
| 2011                    | Kampioen                | 2                       | 1                       | 1                       | 0                       | 5                       | 3                       |                         |
| 2012                    | Vierde                  | 2                       | 0                       | 0                       | 2                       | 2                       | 17                      |                         |
| 2013                    | Derde                   | 2                       | 1                       | 0                       | 1                       | 2                       | 3                       |                         |
| 2015                    | Vierde                  | 2                       | 0                       | 0                       | 2                       | 1                       | 7                       |                         |

## Selectie
Dit is de selectie van Bonaire bij het ABCS-toernooi 2011.
| Naam                  | Club                   |
| --------------------- | ---------------------- |
| Doel                  |                        |
| Rugenio Josephia      | SV Juventus            |
| Verdediging           |                        |
| Genaro Cicilia        | Onbekend               |
| Rolando Janzen        | Onbekend               |
| Matias Jaurretche     | Onbekend               |
| Ruvelio Josephia      | Onbekend               |
| Leonard Coffie        | SV Juventus            |
| Xedro Wever           | Onbekend               |
| Middenveld            |                        |
| Ivanny Calvenhoven    | RKSV Centro Dominguito |
| Andre Piar            | SV Vespo               |
| Raymiro Coffie        | SV Real Rincon         |
| Berjantico Emerencian | SV Juventus            |
| Aanval                |                        |
| Kenneth Kunst         | CRKSV Jong Holland     |
| Deffery Banton        | SV Brazil Juniors      |
| Ashar Bernardus       | SV Britannia           |
| Rhendeson Tomasa      | Onbekend               |
| Gilbert Teffer        | SV Hubentut Fortuna    |

1 CONCACAF-lid · 2 geassocieerd CAF-lid · 3 geassocieerd OFC-lid · 4 geassocieerd AFC-lid